# 玉波 (駆逐艦)
玉波（たまなみ）は、日本海軍の駆逐艦。夕雲型駆逐艦の9番艦である。

## 概要
日本海軍が藤永田造船所で1942年（昭和17年）3月から1943年（昭和18年）4月30日にかけて建造した夕雲型駆逐艦。竣工後、訓練部隊の第十一水雷戦隊に所属して訓練に従事する。6月8日、戦艦「陸奥」の爆沈に遭遇した。
同年7月1日付で前進部隊に編入される。7月中旬、水上機母艦「日進」等を護衛してトラック泊地に進出する。
空母「隼鷹」護衛中の10月1日、「玉波」は第二水雷戦隊隷下の第32駆逐隊に編入され、輸送船団や航空母艦の護衛に従事した。
11月上旬、第二水雷戦隊は遊撃部隊を護衛してラバウルに進出するが、ラバウル空襲に遭遇する。「玉波」は重巡「最上」を護衛して後退した。その後、艦船や船団護衛任務に従事した。
1944年（昭和19年）3月中旬、東松二号船団旗艦の軽巡「龍田」が沈没、「玉波」は生存者を収容した。
3月下旬から4月中旬にかけて、玉波は東松三号船団（東京湾～サイパン島～パラオ諸島）に従事した。
6月下旬、マリアナ沖海戦に前衛部隊に所属して参加した。
同海戦敗北後の7月上旬、「玉波」と「藤波」は軽巡洋艦「北上」 とタンカー「旭東丸」を護衛してシンガポールからマニラに向かった。7月7日未明、「玉波」はマニラ沖合でアメリカ潜水艦「ミンゴ」の雷撃を受け、沈没した。

## 艦歴

### 建造経緯
1939年度（④計画）仮称第124号艦として、藤永田造船所で建造。
1942年（昭和17年）11月1日、「玉波（たまなみ）」と命名される。同日付で、海防艦「対馬」等と共に艦艇類別等級表に類別される。
1943年（昭和18年）2月20日、佐間英邇中佐が、玉波艤装員長に任命される。
2月26日、藤永田造船所の艤装員事務所は事務を開始する。
4月30日、竣工。佐間中佐が、初代艦長となる。
艤装員事務所は撤去された。舞鶴鎮守府籍となる。

### 昭和18年中旬の行動
玉波は4月30日の竣工と共に、訓練部隊の第十一水雷戦隊（十一水戦）に編入された。
瀬戸内海に回航され訓練を受ける。
5月5日～9日の間、「玉波」は十一水戦旗艦を務めた。
6月8日、桂島泊地所在の各艦（第十一水雷戦隊、大淀、最上、長門、扶桑）等は、戦艦「陸奥」の爆沈に遭遇した。十一水戦は司令官木村進少将（軽巡「龍田」座乗）指揮下で救助活動に従事する。
6月22日、「玉波」は十一水戦所属の駆逐艦「若月」とともに戦艦「武蔵」の護衛艦に指定され、同任務のために横須賀に向かい、翌朝、横須賀に着いた。到着後まもなく、神子元島沖合でアメリカ潜水艦「ハーダー (USS Harder, SS-257) 」 の雷撃をうけた特設運送艦「相良丸」（日本郵船、7,189トン） の救難を下令される。「相良丸」は駆逐艦「沢風」に曳航され、6月24日に天竜川河口に擱座した。
6月25日、駆逐艦4隻は「武蔵」を護衛して横須賀を出発した。「武蔵」は豊後水道を通過し、6月27日に呉到着。玉波と若月も内海西部に到着した。同時期、第三次ソロモン海戦で舵の故障により戦艦「比叡」が自沈したことをふまえ、大型艦を曳航する訓練がおこなわれる。「玉波」と「若月」は戦艦「長門」（舵故障想定）を曳航し、12ノットで曳航することができたという。
7月1日付で「玉波」は第二水雷戦隊（司令官伊崎俊二少将）に編入され、前進部隊（指揮官近藤信竹海軍中将、第二艦隊司令長官）所属となる。
出撃準備中の7月7日、艦長は佐間中佐から青木久治中佐に交代した。
7月中旬、日本海軍は南海第四守備隊を最前線に輸送する。当初、同部隊はマーシャル諸島配備予定だった。だがニュージョージア島の戦いが生起したことによりソロモン諸島に配備先を変更したという経緯があった。
7月9日-10日、「玉波」は水上機母艦「日進」を護衛して呉を出撃し、第一航空戦隊（第三艦隊司令長官小沢治三郎中将）と合流する。「玉波」は小沢中将指揮下の航空母艦や航空巡洋艦「最上」等と合流し、日本本土を離れる。
7月15日、暗号解読や僚艦からの通報によりアメリカ潜水艦「ティノサ (USS Tinosa, SS-283) 」「ポーギー (USS Pogy, SS-266) 」などがトラック諸島近海で小沢艦隊を待ち伏せていた。「ティノサ」は距離3,500 mで魚雷4本を発射するが回避され、小沢艦隊に被害はなかった。同日、トラック諸島に到着する。トラック着後の「玉波」は軽巡洋艦「五十鈴」（第十四戦隊）の指揮下に入り、「五十鈴」と「玉波」は空母「瑞鳳」より輸送人員や物件を受け入れる。
7月16日午前7時、「五十鈴」と「玉波」はトラック泊地を出撃した。
7月19日、「五十鈴」と「玉波」はナウル島に到着、輸送任務を終えた。7月22日朝、トラックに帰る。
7月23日、「玉波」と「駆潜艇28号」はタンカー3隻（富士山丸、日栄丸、東亜丸）を護衛してトラックを出撃、パラオ方面に向かう。
7月24日、トラック西方において潜水艦「ティノサ」に襲撃された特設給油艦「第三図南丸」が航行不能となり、「玉波」は日栄丸船団の護衛をやめて救援に向かう。
7月25日から特設工作艦「雄島」、軽巡「五十鈴」、駆逐艦「朝凪」等の救援を受ける。「玉波」は応援艦艇と共に「五十鈴」（第三図南丸曳航中）の指揮下に入り、同艦を護衛した。「第三図南丸」はトラック泊地に戻ることができた。
8月初旬、「玉波」はトラック泊地所在であった。
8月3日～5日にかけて、駆逐艦「磯風」（第17駆逐隊）と行動を共にした。「磯風」と「玉波」はタンカー「旭東丸」を護衛してトラックを出撃する。予定通り途中で護衛をやめ、内地からトラック泊地へ進出中の戦艦「武蔵」（連合艦隊旗艦）や第五戦隊に合流、側方警戒隊となった。
8月5日未明、アメリカ潜水艦「スティールヘッド (USS Steelhead, SS-280) 」が主力部隊を襲撃、空母「雲鷹」を狙って雷撃を行うが、命中しなかった。同日、「武蔵」以下の主力部隊はトラック泊地に到着した。「磯風」と「玉波」も警戒任務を終えた。
8月14日、「玉波」は船団4隻（北安丸、神州丸、天南丸、健洋丸）を護衛してトラック泊地を出撃する。8月19日、パラオに着いた。「玉波」は臨時にニューギニア方面防備部隊に編入されていたため、8月23日～25日にかけて、陸軍輸送船団（護衛艦「白鷹」）の護衛に従事する。
同月28日、玉波は「八二八三船団」 のタンカー3隻（鶴見、東亜丸、富士山丸）の護衛艦としてパラオを出撃する。
9月2日、八二八三船団はトラック泊地に到着した。
9月10日、「玉波」は「東亜丸」を護衛してトラック泊地を出撃する。分離直後に「東亜丸」が雷撃されたので、対潜掃蕩を行う。その後、トラック泊地に戻った。
9月18日、第三艦隊（司令長官・小沢治三郎中将）と第二艦隊（司令長官・栗田健男中将）のマーシャル諸島方面への出撃に際して、第二水雷戦隊も連合機動部隊に組み込まれた。
連合機動部隊は、第三艦隊と第二艦隊の主力艦艇によって編成されていた。
「玉波」は第三艦隊付属のタンカー「日栄丸」（日東汽船、10,020トン）を護衛してトラックを出撃した。連合機動部隊は、ブラウン環礁に移動した。
基地航空隊が出撃したのみで、連合機動部隊が米軍と直接交戦することはなかった。「玉波」は機動部隊前衛に編入される。
9月23日、連合機動部隊はブラウン環礁を撤収し、トラック泊地に戻った。
9月29日、内地帰投部隊の空母「隼鷹」、軽巡「木曾」「多摩」、「玉波」はトラックを出発した。
豊後水道を通過して10月5日、「多摩」を除く3隻は呉に帰着した。

### 第32駆逐隊
「玉波」は「隼鷹」を護衛中の1943年（昭和18年）10月1日付で、第32駆逐隊（32駆、隊司令中原義一郎 大佐）に編入される。32駆は夕雲型定数4隻（玉波、涼波、藤波、早波）となった。
10月14日、艦隊（隼鷹、雲鷹、玉波、曙）は佐伯を出撃する。
10月19日、隼鷹隊はトラック泊地に到着した。「玉波」はトラック泊地で待機する。
11月上旬、ブーゲンビル島の戦いに伴うろ号作戦の大戦果（誤認）に呼応し、第二艦隊司令長官・栗田健男中将が指揮する重巡洋艦基幹の遊撃部隊（重巡〈愛宕、高雄、鳥海、摩耶、鈴谷、最上、筑摩〉、第二水雷戦隊〔軽巡「能代」、第32駆逐隊〈玉波、涼波、藤波、早波〉、駆逐艦「島風」〕）は、トラック泊地からラバウルへ進出する。
だが11月5日、栗田部隊はアメリカ軍機動部隊の空襲を受けて大きな被害を出す（ラバウル空襲）。
栗田部隊は、航行不能の摩耶や二水戦主力等を残してラバウルから退避した。トラック回航部隊のうち「最上」は損傷により速力12ノットしか発揮できず、遊撃部隊に同行できなかった。そこで「最上」は単独帰投となり、「玉波」がその護衛に従事した。その後、「鈴谷」と「島風」が遊撃部隊から分離して、「最上」と「玉波」の警戒に従事した。11月8日、4隻はトラック泊地に到着した。「最上」艦長相徳一郎大佐は、「玉波」に対し「ラバウル出港以来連日連夜わが艦の護衛に任じてくれた駆逐艦玉波の労苦に対しては、深甚の謝意を表する次第である。」と回想している。
11月11日、二水戦の「玉波」と「島風」は、空母「翔鶴」、第四戦隊（愛宕、高雄） を護衛してトラック泊地を出発する。11月15日、翔鶴隊は横須賀に到着し、修理と整備が実施された。
11月26日、駆逐艦4隻（玉波、島風、谷風、秋月）は空母「翔鶴」と「千歳」 を護衛して日本本土を出撃した。
12月1日、翔鶴隊はトラック泊地に到着した。二水戦の3隻（島風、玉波、五月雨）は数日間、トラック泊地で待機する。
12月7日、「玉波」と「島風」は第七〇七二船団（富士山丸、神国丸） を護衛してトラックを出発した。
12月11日、「玉波」と「島風」は途中で富士山丸船団護衛を止め、その後の護衛は哨戒艇に引き継ぐ。
「玉波」と「島風」は日栄丸船団（日栄丸、旭東丸、照川丸）に合同してトラック泊地に向かった。
12月15日、日栄丸船団はトラック泊地に到着した。。
同時期、工作艦「明石」の世話になっていた「最上」の応急修理が完成する。
12月16日、最上艦長の指揮下、「最上」、「玉波」（第32駆逐隊）、「霞」（第9駆逐隊）はトラック泊地を出発した。
12月21日、最上隊は日本本土に帰還する。「玉波」は呉で修理と整備をおこなった。

### 昭和19年の行動
1944年（昭和19年）1月17日、玉波の出撃準備が完了する。
連合艦隊は空母「神鷹」と、「玉波」（第32駆逐隊）および「薄雲」（第9駆逐隊）に輸送任務を命じた。
1月19日、「神鷹」は徳山沖で試運転を行うが、1月21日に呉へ回航された。「神鷹」の機関不調は深刻で出撃できず、「薄雲」と「玉波」も別任務に投入され、「玉波」は横須賀に回航された。
1月29日、重巡「高雄」は空母「瑞鳳」艦長服部勝二大佐の指揮下に入る。
「玉波」と第21駆逐隊（初春、若葉） は、「高雄」および第三航空戦隊の「瑞鳳」と「千代田」 を護衛して横須賀を出撃した。
同時期、小笠原諸島西方海域で軽空母「雲鷹」が危機に瀕していたので、「高雄」と「玉波」は「雲鷹」の救援に向かった。
1月31日午後2時、「玉波」は高雄艦長の命令により反転、瑞鳳隊の護衛に戻った。
2月3日、瑞鳳隊（瑞鳳、千代田、若葉、初春、玉波）はトラック泊地に到着した。
しかし、2月5日のクェゼリンの玉砕によりアメリカ軍の脅威が差し迫り、連合艦隊はトラックからの総引き揚げに決した。連合艦隊主力部隊はパラオやリンガ泊地に回航されたが、連合艦隊司令部は大本営と協議するため横須賀にむかう。
2月10日、戦艦「武蔵」（連合艦隊旗艦）、軽巡「大淀」、三航戦（千代田、瑞鳳）は、それぞれトラック泊地を出発した。護衛部隊（第21駆逐隊〈初春、若葉〉、二水戦〈玉波、満潮、白露〉）が「武蔵」以下に同行する。
2月13日、日本近海で母艦部隊は横須賀に向かう武蔵隊と分離した。
2月15日、母艦部隊も瀬戸内海に帰投した。「玉波」は呉海軍工廠に入渠後、機銃増備工事とレーダー取り付け工事が行われた。引続き、「玉波」と「長波」は呉で修理をおこなう。
3月、日本海軍は中部太平洋方面の兵力強化を目的として緊急輸送作戦（松輸送）を立案し、第十一水雷戦隊や連合艦隊所属各艦（「玉波」を含む）は海上護衛司令長官の指揮下に入った。
3月13日、東松2号輸送船団は八丈島海域で米潜水艦「サンドラス (USS Sand Lance, SS-381) 」に襲撃される。被雷した輸送船「国陽丸」（大阪商船、4,607トン）が沈没、軽巡「龍田」（第十一水雷戦隊旗艦）が航行不能となる。
第十一水雷戦隊（東松2号輸送船団指揮官、高間完少将）は旗艦を駆逐艦「野分」に変更した。横須賀在泊や日本近海の艦艇（夕張、玉波等）は、まだ沈んでいなかった龍田の救援に向かう。
「龍田」遭難現場に急行した「玉波」は、護衛部隊の海防艦「平戸」と駆逐艦「卯月」に合流した。「玉波」は「卯月」より「龍田」生存者を受け入れ、「平戸」と共に横須賀へ帰投した。
3月22日、玉波は東松三号輸送船団（加入船舶12隻） に所属して東京湾を出撃する。船団旗艦は、修理を終えたばかりの軽巡洋艦「夕張」（船団部隊指揮官、第一特設船団司令官伊集院松治少将）。「夕張」以外の護衛艦艇は、駆逐艦3隻（玉波、旗風、雷）、海防艦（平戸、能美）、水雷艇「鴻」、駆潜艇3隻であった。
3月25日、「駆潜艇54号」がアメリカ潜水艦「ポラック (USS Pollack, SS-180) 」に撃沈される。
3月28日、パラオ行船団（護衛艦〈玉波、平戸、能美〉、船舶〈辰浦丸、乾安丸、富津丸、長白山丸、南洋丸、早埼〉）はサイパン行船団（夕張他、3月30日着） と分離する。だがアメリカ軍機動部隊出現の報によりパラオ行船団（玉波以下）も4月2日サイパン島に避退する。4月7日に出撃し、米軍機動部隊来襲の情報によりヤップ島に避泊したあと、4月14日パラオ諸島に到着した。「玉波」は4月17日パラオ出発、4月20日に横須賀へ帰投した。
4月25日、「玉波」は横須賀を出発し、呉に移動する。内海西部で待機。
5月11日、駆逐艦複数隻（夕雲型駆逐艦〈玉波、早霜、秋霜〉、第4駆逐隊〈満潮、野分、山雲〉、第27駆逐隊〈時雨〉）は、第二航空戦隊（隼鷹、飛鷹、龍鳳）、第三航空戦隊（千歳、千代田、瑞鳳）、戦艦「武蔵」 を護衛して佐伯を出撃する。
5月16日、タウイタウイに到着した。日本艦隊は同泊地で訓練を実施するが、アメリカ潜水艦が頻繁に出現するため母艦航空隊の訓練ができず、練度に不安が残った。
6月6日、タウイタウイ泊地近海で、船団護衛中の駆逐艦「水無月」がアメリカ潜水艦「ハーダー」に撃沈された。
6月7日、対潜掃蕩に向かった駆逐艦「早波」が、またしても「ハーダー」に撃沈された。「早波」の沈没時に艦長の清水逸郎中佐 と第32駆逐隊司令・折田大佐が戦死した。第32駆逐隊は司令不在となったため（司令駆逐艦は「玉波」に変更）、「玉波」艦長青木久治中佐が6月15日付で第32駆逐隊司令に転任、「早波」艦長として着任予定だった千本木十三四中佐が「玉波」艦長となった。
日米海上決戦を目前にした駆逐艦の度重なる喪失は、日本海軍機動部隊の行動にも影響をあたえはじめた。
6月19日のマリアナ沖海戦における第32駆逐隊（玉波、藤波、浜波）は、丙部隊（第三航空戦隊、第二艦隊主力）に所属して第二艦隊司令長官・栗田健男中将（「愛宕」座乗）直率の機動部隊前衛部隊として行動する。
海戦は大敗。前衛部隊は、6月20日の戦闘で3隻（千代田、榛名、摩耶）に爆弾命中や至近弾による損害があった。
海戦後、遊撃部隊（第二艦隊、第三航空戦隊、第二水雷戦隊等）は6月22日に沖縄本島中城湾に立ち寄った後、翌23日に内海西部へ向かった。だが「玉波」と「藤波」は遊撃部隊に同行せず、6月25日マニラに到着した。さらにマニラから昭南に回航された。

### 沈没
7月2日以降、軽巡洋艦「北上」 と第32駆逐隊（玉波、藤波）は、シンガポールからマニラ経由で日本に向かう「旭東丸」（飯野海運、10,051トン）の護衛に従事した。
7月7日未明2時ごろ、「玉波」は北緯14度19分 東経117度57分 / 北緯14.317度 東経117.950度 のマニラ湾口西方海域を航行中に潜水艦を探知し、反転攻撃に向かった。同時にアメリカ潜水艦「ミンゴ (USS Mingo, SS-261) 」もレーダーにより4つの目標を探知。「吹雪型駆逐艦」、すなわち「玉波」が推定23ノットの速力で向かってきていると判断した後、潜航してさらに観測を続けた。12発に及ぶ爆雷攻撃をやり過ごした後、艦尾発射管から魚雷を4本発射。しかし、これは命中しなかった。1時間後に体勢を立て直し艦首発射管から魚雷を4本発射。うち3本が命中して「玉波」は艦首から沈没した。轟沈であった。「玉波」がいるあたりに火炎と爆炎が立ち昇るのを認めた「藤波」は反転し、断続的に捜索と爆雷攻撃を行ったが手がかりはつかめなかった。
32駆司令青木大佐（海軍少将へ進級） および千本木中佐（玉波駆逐艦長） 以下276名が戦死した。
9月10日、玉波は夕雲型駆逐艦、帝国駆逐艦籍より除籍された。

## 歴代艦長
艤装員長
1. 作間英邇 中佐：1943年2月20日[29] - 1943年4月30日[33]

駆逐艦長
1. 作間英邇 中佐：1943年4月30日[33] - 1943年7月7日[59]
2. 青木久治 中佐：1943年7月7日[59] - 1944年6月15日[259]
3. 千本木十三四 中佐：1944年6月15日[259] - 1944年7月7日 戦死、同日付任海軍大佐[287]